# Luigi Giuliani
Luigi Giuliani (San Giuliano Terme, 18 luglio 1940 – Roma, 21 dicembre 2018) è stato un attore italiano.

## Filmografia

### Cinema
- Che gioia vivere, regia di René Clément (1961)
- Pesci d'oro e bikini d'argento, regia di Carlo Veo (1961)
- Boccaccio '70, episodio La riffa, regia di Vittorio De Sica (1962)
- L'isola di Arturo, regia di Damiano Damiani (1962)
- La dea del peccato, regia di Rafael Gil (1962)
- Carmen di Trastevere, regia di Carmine Gallone (1962)
- Adultero lui, adultera lei, regia di Raffaello Matarazzo (1963)
- La noia, regia di Damiano Damiani (1963)
- Más bonita que ninguna, regia di Luis César Amadori (1965)
- El arte de vivir, regia di Julio Diamante (1965)
- La spietata colt del gringo, regia di José Luis Madrid (1966)
- Uno sceriffo tutto d'oro, regia di Osvaldo Civirani (1966)

### Televisione
- Les cinq dernières minutes - serie TV, 1 episodio (1964)
- Gli indifferenti, regia di Mauro Bolognini - miniserie TV (1988)